# Rosemarie Bodenheimer
Rosemarie Bodenheimer (geboren 1946 in Washington, D.C.) ist eine US-amerikanische Literaturwissenschaftlerin.     

## Leben
Rosemarie Bodenheimer ist das dritte Kind der Rechtswissenschaftler Brigitte Bodenheimer und Edgar Bodenheimer, die beide 1933 aus dem nationalsozialistischen Deutschland emigrieren mussten. Ihr Bruder Peter Bodenheimer wurde Astro-Physiker und Thomas Bodenheimer wurde Mediziner. 
Rosemarie Bodenheimer studierte Literatur am Radcliffe College und erhielt 1967 einen M.A. mit einer Arbeit über Charles Dickens, 1974 wurde sie mit einer Arbeit über Henry James promoviert.
Sie lehrte Literaturgeschichte am Boston College, Chestnut Hill und forschte zur Literatur des 19. Jahrhunderts. Bodenheimer verfasste biographische Bücher über George Eliot, Charles Dickens, Familie Mendelssohn und die Gewerkschafterin Edith Simcox. 20 Jahre nach dem Tod ihres Vaters sichtete sie die Nachlässe ihrer Eltern und schrieb über sie, ihre Großeltern und über sich eine Biografie.

## Schriften (Auswahl)
- The terrible algebra: images of the self in Henry James. Boston College, Diss., 1974.
- The Politics of Story in Victorian Social Fiction. Ithaca: Cornell University Press, 1988
- The Real Life of Mary Ann Evans: George Eliot, Her Letters and Fiction. Ithaca: Cornell University Press, 1994
- Knowing Dickens. Ithaca: Cornell University Press, 2007
- London in the Victorian Novel, in: Lawrence Manley (Hrsg.): The Cambridge Companion to the Literature of London. Cambridge University Press, 2011 ISBN 978-0-521-72231-5, S. 142–159
- Edgar and Brigitte: A German Jewish Passage to America. The University of Alabama Press, 2016
- Mendelssohn & Co.: A Fictive Memoir. Quanah: Anaphora Literary Press, 2018
- Autobiography in fragments: the elusive life of Edith Simcox, in: Victorian studies, vol. 47, no. 3, S. 399–422